# سالارية (اسماعيلي كرمان)
سالاریة (بالفارسية: سالاریه) هي منطقة سكنية تقع في إيران في منطقة إسماعيلي. يقدر عدد سكانها بـ 412 نسمة .